# 5-ホルミルテトラヒドロ葉酸シクロリガーゼ
5-ホルミルテトラヒドロ葉酸シクロリガーゼ(5-formyltetrahydrofolate cyclo-ligase、EC 6.3.3.2)は、以下の化学反応を触媒する酵素である。
ATP + 5-ホルミルテトラヒドロ葉酸{\displaystyle \rightleftharpoons }ADP + リン酸 + 5,10-メテニルテトラヒドロ葉酸
従って、この酵素の2つの基質はATPと5-ホルミルテトラヒドロ葉酸、3つの生成物はADPとリン酸と5,10-メテニルテトラヒドロ葉酸である。
この酵素はリガーゼ、特に炭素-窒素結合を形成するシクロリガーゼに分類される。系統名は、5-ホルミルテトラヒドロ葉酸 シクロリガーゼ(ADP生成)である。この他によく用いられる名前として、5,10-methenyltetrahydrofolate synthetase、formyltetrahydrofolic cyclodehydrase、5-formyltetrahydrofolate cyclodehydrase等がある。

## 構造
2007年末時点で、この酵素の5つの構造が解明されている。蛋白質構造データバンクのコードは、1SBQ、1SOU、1U3F、1U3G及び2JCBである。